# کاوشگر فرابنفش فرین
کاوشگر فرابنفش فرین (انگلیسی: Extreme Ultraviolet Explorer) که به اختصار EUVE نامیده می‌شود، تلسکوپی فضایی بود که در اخترشناسی فرابنفش مورد استفاده قرار می‌گرفت و در ۷ ژوئن ۱۹۹۲ به فضا پرتاب شد. این کاوشگر مجهز به ابزارهای سنجش تابش فرابنفش در طول موج بین ۷ تا ۷۶ نانومتر بود و نخستین مأموریت ماهواره‌ای ویژه جهت سنجش طول موج کوتاه فرابنفش به‌شمار می‌رود.
کاوشگر فرابنفش فرین پیش از آنکه در ۳۱ ژانویه ۲۰۰۱ از خدمت خارج شود، بررسی کاملی از آسمان که شامل ۸۰۱ هدف نجومی بود، انجام داد. این کاوشگر مجدداً در ۳۰ ژانویه ۲۰۰۲ وارد جو زمین شد.